# 成山堂書店
株式会社成山堂書店(せいざんどうしょてん SEIZANDO-SHOTEN PUBLISHING CO.,LTD.)とは東京都新宿区南元町にある海事・交通・水産・気象書籍を出版している出版社である。

## 概要
1954年、小売書店と出版業を同時に創業した。その後、海事図書を軸にし、出版に事業を1本化。最初は海技士試験の問題解答集や参考書を発行。そして、海事法令集（通称うぐいす六法）をはじめとした法律書を製作。海事図書出版社としての地位を確立。「専門書」という枠を外れずに、水産、交通、気象などに分野を広げる。

## 沿革
- 1954年 - 海技国家試験・甲種、乙種の航海科、機関科の問題解答集を発行。
- 1955年 - 甲種定期試験の問題解答集「甲種航海科試験問題解答800題」「甲種機関科試験問題解答集800題」（定期速報版）を刊行。
- 1956年 - 「海事概要-海と船の常識-」を発行。
- 1959年 - 「船員法及び関係法令」を発行。
- 1960年 - 「海事法規の解説」発行。平成22年「概説 海事法規」と書名を改め刊行。
- 1963年 - 「自衛官への道」発刊。
- 1964年 - 「海上保安官への道」発刊。昭和62年「海上保安学校・海上保安大学校への道」に改題。
- 1967年 - 「海事法令シリーズ」昭和42年版を製作。この年に「海運六法」「船舶六法」「船員六法」を発売。翌43年に「海上保安六法」を、44年に「港湾六法」を刊行。表紙の色と発刊時期から「うぐいす六法」と称し、この名が定着する。
- 1969年 - 海事史料叢書全20巻復刻版を発行
- 1972年 - 日本海事史学会編「続 海事史料叢書」第1・2巻が住田海事奨励賞受賞。
- 1973年 - 「海陸複合輸送の研究」が住田海事奨励賞受賞
- 1979年 - 「自衛官採用試験問題解答集」刊行
- 1981年 - 「海上労働科学の歩み」が住田海事奨励賞受賞
- 1989年 - 「乾杯！ 海の男たち」刊行。教育者として若い人たちに贈る想いをまとめたもの。平成25年、25年ぶりに復刊。
- 1997年 - 「日本国有鉄道百年史」全19巻の復刻版を発行
- 1997年 - 気象関連の「気象ブックス」シリーズ創刊
- 2003年 - 「ヒヤリハット200と事故防止」が住田海事奨励賞を、「幕末の蒸気船物語」が住田海事史奨励賞を受賞
- 2014年 - 復刻版「高速鉄道の研究-主として東海道新幹線について」を発売

## 主な書籍シリーズ
- 気象ブックスシリーズ
- 交通ブックシリーズ
- ベルソーブックス
- 船舶海洋工学シリーズ
- 極地研ライブラリー